# 藤田梓
藤田梓（1934年—），日本裔臺灣鋼琴家，其前夫為已故小提琴家鄧昌國。長年在亞洲地區推廣蕭邦音樂、創辦中華蕭邦音樂基金會並每年舉辦青少年蕭邦鋼琴大賽，培養許多音樂方面人才。曾獲頒波蘭外交卓越貢獻獎章、臺北文化獎。

## 生平歷略
1934年出生於日本大阪，自幼即隨名鋼琴家雷歐尼．克勞茲教授、井口基成教授等學習鋼琴，1954年以第一名畢業於大阪音樂短期大學鋼琴音樂科、獲大學藝術首獎，同年奪得NHK音樂比賽大賞，後前往歐洲深造。1955年受邀回母校擔任鋼琴講師，成為該校最年輕的教師。
1960年來臺演出四場獨奏會，認識了時任國立藝術學校校長的小提琴家鄧昌國，爾後兩人相戀，於1961年結為連理。遷居臺灣後，任教於國立藝術學校、光仁中學、中國文化學院（現文化大學）。

## 獲獎與榮譽
由於推廣蕭邦音樂不遺餘力，1996年獲波蘭文化部頒發「波蘭文化貢獻榮譽」，1999年波蘭總統亞歷山大·克瓦希涅夫斯基贈與感謝狀，2014年再獲頒發波蘭外交卓越貢獻獎章。

## 外部連結
- 藤田梓的Facebook專頁
- 中華蕭邦音樂基金會的Facebook專頁